# 精神神経免疫学
精神神経免疫学(せいしんしんけいめんえきがく Psychoneuroimmunology：PNI)は、脳、行動、免疫系の相互作用を研究する精神神経医学、心身医学の一分野である。この言葉はRobert Ader と Nicholas Cohen により1975年にロチェスター大学(University of Rochester)で初めて用いられた。
種々の外的ストレスが自律神経や内分泌系を介して免疫系の調節していることも明らかになっており、精神的ストレスが内分泌系や交感神経を介して末梢の免疫細胞の機能変化を誘導し、自己免疫の発症の誘因になることも明らかになっている。これら神経-免疫-内分泌系の研究も重要な課題である。
プラシーボ効果や、心身症、精神腫瘍学などがこの分野に含まれる。